# The Mighty Ducks
The Mighty Ducks é um filme americano de 1992, gêneros comédia dramática e esporte, dirigido por Stephen Herek. É o primeiro filme da trilogia The Mighty Ducks, produzido pela Avnet–Kerner Productions e distribuído pela Walt Disney Pictures, e originalmente lançado em 2 de outubro de 1992.

## Sinopse
No filme, um advogado (Emilio Estevez) é condenado a prestar serviços comunitários após dirigir bêbado, e aceita conduzir um time amador de hóquei no gelo.

## Elenco
- Emilio Estevez como Gordon Bombay
- Joss Ackland como Hans
- Lane Smith como Coach Jack Reilly
- Heidi Kling como Casey Conway
- Josef Sommer como Mr. Gerald Ducksworth
- Joshua Jackson como Charlie Conway
- Elden Henson como Fulton Reed
- Aaron Lohr como Dean Portman
- Shaun Weiss como Greg Goldberg
- M.C. Gainey como Lewis
- Matt Doherty como Les Averman
- Brandon Adams como Jesse Hall
- J.D. Daniels como Peter Mark
- Aaron Schwartz como Dave Karp
- Garette Ratliff Henson como Guy Germaine
- Marguerite Moreau como Connie Moreau
- Danny Tamberelli como Tommy Duncan
- Jane Plank como Tammy Duncan
- Jussie Smollett como Terry Hall
- Vincent A. Larusso como Adam Banks
- Michael Ooms como McGill
- Casey Garven como Larson
- Hal Fort Atkinson III como Phillip Banks
- Basil McRae como ele mesmo
- Mike Modano como ele mesmo
- John Beasley como Mr. Hall
- Brock Pierce como Gordon Bombay - 10 anos de idade
- Robert Pall como o Pai de Gordon
- John Paul Gamoke como Mr. Tolbert
- Steven Brill como Frank Huddy